# Лугбара (язык)
Лугбара (High Lugbara, Lugbara) — язык, на котором говорит народ лугбара на западном берегу реки Нил округа Мади-Околло района Аруа провинции Западный Нил на северо-западе Уганды, а также в шести коллективах области Ару Восточной провинции и в округах Аруа, Кобоко, Небби, Ньядри, Юмбе провинции Западный Нил в Демократической Республике Конго.

## Диалекты
Язык аринга, также известный как нижний лугбара, тесно связан и иногда считается диалектом лугбара. Некоторые учёные классифицируют язык лугбара как диалект языка мади, хотя это не общепринято. У лугбара есть диалекты абеджу-азаки, алуру, заки лу, нио, отшо (в ДРК), аруа (стандартный лугбара), марача, терего (амуго) (в Уганде). Также есть южный мади, у которого есть свои диалекты: огоко, околло. Более похож на лугбара, чем на мади (мойо), который носители южного мади не понимают. Диалекты огоко и ригбо более похожи на лугбара, чем на околло; околло считается самым чистым диалектом. Диалекты южного мади на ареалах Огоко, Околло, Ригбо следует рассматривать как диалекты лугбара (SIL 1992 Moru-Ma’di Survey Report). Лексическая схожесть: 85 % между диалектом огоко и аджумани-мади, 83 % между околло и огоко, 80 % между огоко и аруа, 80 % между огоко и мойо, 78 % между огоко и мойо, 76 % между диалектом околло и аруа, 64 % между околло и мойо, 59 % между околло и аджумани (Буне и Ватсон 1999). Диалект южный мади является бесписьменным.

## Алфавит
| Алфавит лугбара | Алфавит лугбара | Алфавит лугбара | Алфавит лугбара | Алфавит лугбара | Алфавит лугбара | Алфавит лугбара | Алфавит лугбара | Алфавит лугбара | Алфавит лугбара | Алфавит лугбара | Алфавит лугбара | Алфавит лугбара | Алфавит лугбара | Алфавит лугбара | Алфавит лугбара | Алфавит лугбара | Алфавит лугбара | Алфавит лугбара | Алфавит лугбара | Алфавит лугбара | Алфавит лугбара | Алфавит лугбара | Алфавит лугбара | Алфавит лугбара | Алфавит лугбара | Алфавит лугбара | Алфавит лугбара | Алфавит лугбара | Алфавит лугбара | Алфавит лугбара | Алфавит лугбара | Алфавит лугбара | Алфавит лугбара | Алфавит лугбара | Алфавит лугбара |
| --------------- | --------------- | --------------- | --------------- | --------------- | --------------- | --------------- | --------------- | --------------- | --------------- | --------------- | --------------- | --------------- | --------------- | --------------- | --------------- | --------------- | --------------- | --------------- | --------------- | --------------- | --------------- | --------------- | --------------- | --------------- | --------------- | --------------- | --------------- | --------------- | --------------- | --------------- | --------------- | --------------- | --------------- | --------------- | --------------- |
| A               | Ä               | B               | 'B              | C               | D               | 'D              | E               | Ɛ               | F               | G               | Gb              | H               | I               | Ɩ               | J               | K               | Kp              | L               | M               | N               | Ny              | Ŋ               | O               | Ɔ               | P               | R               | S               | T               | U               | V               | Ʋ               | W               | Y               | Z               | '               |
| a               | ä               | b               | 'b              | c               | d               | 'd              | e               | ɛ               | f               | g               | gb              | h               | i               | ɩ               | j               | k               | Kp              | l               | m               | n               | ny              | ŋ               | o               | ɔ               | p               | r               | s               | t               | u               | v               | ʋ               | w               | y               | z               |                 |

| A | Aa | Á | Aá | À | Àa | B | 'B | C | D | 'D | Dr | E | Ee | É | Éé | È | Èè | F | G | Gb | H | Hw | I | Í | Íí | Ì | Ɨ | Ɨ́ | Ɨ́ɨ́ | Ɨ̀ | Ɨ̀ɨ́ | J | K | Kp | L | M | Mb | Mgb | Mv | N | Nd | Ndr | Ng | Ny | Nz | Ŋ | O | Oo | Ó | Óó | Ò | Òo | P | R | S | T | Tr | U | Ú | Úú | Ù | Ùù | Ʉ | Ʉʉ | Ʉ́ | Ʉ́ʉ́ | Ʉ̀ | V | W | 'W | Wbh | Y | 'Y | Z | ' |
| a | aa | á | aá | à | àa | b | 'b | c | d | 'd | dr | e | ee | é | éé | è | èè | f | g | gb | h | hw | i | í | íí | ì | ɨ | ɨ́ | ɨ́ɨ́ | ɨ̀ | ɨ̀ɨ́ | j | k | Kp | l | m | mb | mgb | mv | n | nd | ndr | ng | ny | nz | ŋ | o | oo | ó | óó | ò | òo | p | r | s | t | tr | u | ú | úú | ù | ùù | ʉ | ʉʉ | ʉ́ | ʉ́ʉ́ | ʉ̀ | v | w | 'w | wbh | y | 'y | z | ' |

## Произношение
- aa произносится как русское а
- c произносится как русское ч
- dj произносится как русское дж, где «д» звучит тихо
- ee произносится как э
- gb произносится как гб, где «g» звучит тихо. Сочетание gb не имеет аналога в английском языке. То, что выделяется в этих суданских языках, особым образом произносятся 'kp, gb,'d,'b,'y,'w.
- i произносится ближе к русскому ы
- oa произносится как оа в русском языке
- oo произносится как оо в русском языке
- uu произносится как уу в русском языке
- z произносится как дж после n. В большинстве случаев произносится как з и когда буква располагается вначале слова[источник не указан 3070 дней].